# Nölbling
Nölbling je naselje občine Dole na Zilji v okraju Šmohor na Koroškem v Avstriji.